# Blixa Bargeld
Blixa Bargeld, nascut Christian Emmerich (12 de gener de 1959 a Berlín Occidental, Alemanya), és un compositor, músic, cantant, actor i performer sobretot conegut pel seu treball amb els grups Einstürzende Neubauten i Nick Cave and The Bad Seeds, liderat per Nick Cave. També és un reconegut guitarrista per la seva especialitat a fer sonar la guitarra amb tota classe d'objectes.

## Biografia
El 1980 funda la banda industrial Einstürzende Neubauten seguint el moviment musical de l'època Die Geniale Dilletanten la qual segueix vigent el dia d'avui. Des de l'any 1984 fins al 2003 treballa com guitarrista i vocalista secundari amb Nick Cave and The Bad Seeds, amb els quals apareix tocant en la pel·lícula de Wim Wenders Der Himmel Über Berlin (1987). Des de la meitat dels anys 90 Bargeld ha fet diverses actuacions amb la seva Rede/Speech Performances treballant amb tota classe de implements electrònics al costat de l'enginyer de so d'Einsturzende Boris Wilsdorf.